# Lobo feroz

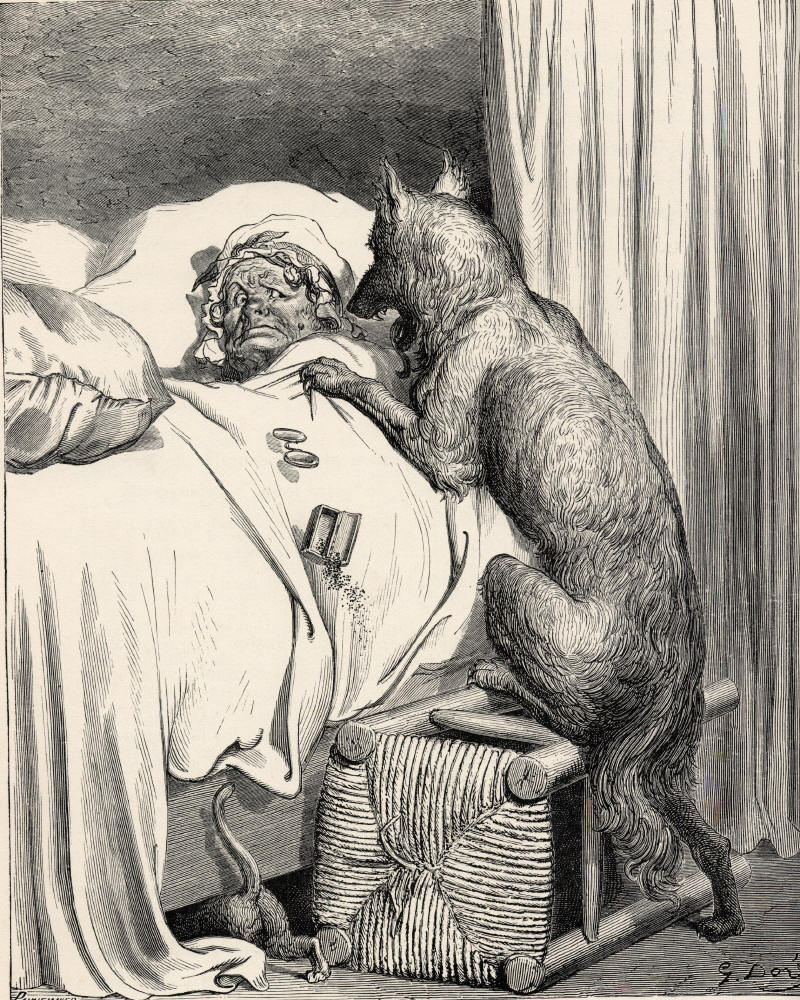
Una representación del lobo feroz acechando a la abuelita de Caperucita Roja, por Gustave Doré

El lobo feroz es un término empleado para designar a la figura recurrente del fiero y malvado lobo en muchos cuentos tradicionales, generalmente de carácter infantil.

## Historia y tradición
El lobo feroz es el antagonista del personaje principal en varios cuentos y fábulas infantiles; aparece en gran parte de la cultura y tradición a lo largo del mundo. El folclore y la mitología también cuenta con la imagen del hombre lobo.
Historias que cuentan con un lobo como personaje antagonista incluyen:
- El perro y el lobo
- La grulla y el lobo
- El lobo y el cordero
- Los tres cerditos
- El pastor mentiroso
- Caperucita Roja
- El lobo y las siete cabritillas
- Pedro y el lobo

## Versiones y adaptaciones

### Versión de Disney
Disney llevó a la pantalla su propia versión del cuento original de Los tres cerditos en 1933. Fue este corto el que popularizó la conocida letra de ¿Quién teme al lobo feroz?. El lobo feroz, al igual que en el cuento original, intenta derribar las casas de los cerditos soplando. Aunque con la casa de paja empieza a soplar inmediatamente, cuando va a la casa de madera intenta engañar a los cerditos disfrazado de cordero, aunque no consigue engañarles. En el caso de la casa de ladrillos ocurre lo mismo, intenando engañar a los cerditos disfrazándose de vendedor de cepillos, aunque es descubierto inmediatamente.
Algo que caracteriza al Lobo Feroz de Disney es que suele disfrazarse para llevar a cabo sus planes.
Vuelve a aparecer en el cortometraje El lobo feroz (1934), inspirado en el cuento de Caperucita Roja, donde se disfraza de la abuela de esta última tras encerrar a la verdadera en un armario para así poder comerse a la niña, pero es detenido por el Cerdito Práctico. Después apareció en el cortometraje Los tres lobitos (1936), donde junto a sus tres hijos planea atrapar a los cerditos, para ello disfrazándose de pastorcilla y diciendo a los cerditos que ha perdido sus ovejas, de las cuales se disfrazaron sus hijos para que cuando los cerditos les encontraran guiarles hasta la guarida del lobo, aunque finalmente es frustrado nuevamente por el Cerdito Práctico. Después apareció en el cortometraje El Cerdito Práctico (1939), esta vez atrayendo a los cerditos disfrazándose de sirena en el lago, y una vez capturados escribe una carta de rescate fingiendo que han sido ellos quienes la han escrito, llevándosela al Cerdito Práctico disfrazado de cartero, pero sabiendo que realmente es el lobo, le ata a una máquina para detectar mentiras y le interroga para saber dónde escondió a sus hermanos, pero el lobo le dice continuamente que no sabe nada de ello, provocando que sea constantemente castigado por la máquina, hasta que finalmente se rinde y le confiesa que están en el viejo molino, tras lo cual el cerdito le ata a un cohete y le lanza fuera de su casa.
También tuvo apariciones menores en los cortometrajes de 1936 Toby Tortoise Returns, como parte de los espectadores en el combate de boxeo entre Toby y Max, y Mickey's Polo Team, como parte del equipo de polo de Mickey Mouse junto con Goofy y el Pato Donald.
Aparece brevemente en Mickey's Christmas Carol (1983), vestido de Santa Claus y recolectando dinero en la calle al principio de la historia. En la película Who Framed Roger Rabbit, el Lobo Feroz aparece caminando por Toontown y escondiéndose tras una farola cuando Eddie Valiant llega a la ciudad, y posteriormente vuelve a aparecer al final de la película cuando se reúnen todos los personajes de animación en la Fábrica Acme estando disfrazado de oveja y quitándose el disfraz. En la película directa a vídeo Mickey's House of Villains (2002), el Lobo Feroz es uno de los villanos que asisten al club y se apoderan de él en la noche de Halloween, tomando parte del número musical "It's Our House Now" junto a los demás villanos, y convirtiéndose en el encargado de reproducir las historietas que ven los villanos en el club.
En videojuegos, aparece como socio de Pete en Magical Tetris Challenge. En la serie de juegos de Disney Sports, aparece como parte de los equipos en Disney Sports Soccer y Disney Sports Basketball. También ha aparecido como personaje jugable en Disney Sorcerer's Arena y Disney Magic Kingdoms.

### Versión de Tex Avery/MGM
Creado por el director de animación Tex Avery, esta versión de las caricaturas del Lobo Feroz incluía muchos matices sexuales, violencia y gags muy rápidos.
Debutó en Blitz Wolf (1942) como Adolf Wolf, una parodia de Adolf Hitler y el enemigo de los Tres Cerditos, quien está decidido a invadir Pigmania, la nación de los cerdos.
El lobo feroz de Avery regresó como un libertino de Hollywood en Red Hot Riding Hood (1943), memorablemente excitado por la actuación de Red (versión de Caperucita Roja en el corto). Otros papeles de conquistador le llegaron en Wild and Woolfy (1945), Swing Shift Cinderella (1945) y Little Rural Riding Hood (1949).
Simultáneamente, fue utilizado como enemigo de Droopy en cortometrajes de las décadas de 1940 y 1950. Más tarde repetiría el papel de su enemigo principal en los segmentos "Droopy y Dripple" de Tom & Jerry Kids (1990) de Hanna-Barbera.
El nombre real del lobo feroz de Avery ha variado con el tiempo. Rara vez se mencionaba en la década de 1940, pero un anuncio de un estudio de 1945 lo nombró como Wally Wolf. En apariciones más modernas, se le ha dado nombres como Slick Wolf o McWolf.

### Looney Tunes
En el cortometraje Three Little Bops de 1957, el lobo es un aspirante a músico que toca la trompeta bastante mal mientras que los tres cerditos tocan en una banda donde le expulsan constantemente de locales de paja, palos y ladrillos, provocando que el lobo toque la trompeta fuertemente para derribar los establecimientos como venganza.
También hay una versión que aparece principalmente en los dibujos animados de Bugs Bunny, quien apareció en The Windblown Hare y Little Red Riding Rabbit, los cuales adaptan las historias de Los tres cerditos y Caperucita Roja, respectivamente. Este era un lobo más humorístico, un poco estúpido, pero muy propenso a la ira. Al final de ambos cortometrajes, Bugs termina colaborando con el lobo terminando ambos en contra de los protagonistas de los dos cuentos adaptados.

### Fábulas
En la serie de historietas Fábulas se ve al lobo con aspecto casi humano, en el cual su nombre es adaptado a Bigby Wolf, que es una abreviación a la traducción de «lobo feroz» en inglés. También se cuenta con un juego de la compañía Telltale Games, titulado The Wolf Among Us, donde Bigby es el protagonista.

## El lobo «bueno»
Dado que la historia siempre ha tenido para el lobo el papel de «malo» en la mayor parte de los cuentos, muchas historias modernas tratan de cambiar su rol, y convertirlo en el protagonista «bueno». Un ejemplo de la destrucción del arquetipo del lobo feroz se puede apreciar en Brujas de Viaje, de Terry Pratchett. Otro ejemplo es el cuento infantil, ¡La auténtica historia de los tres cerditos!, de Jon Scieszka. De igual forma en El libro de la selva, el protagonista, Mowgli, es acogido por una manada de lobos. En las películas de Shrek, el Lobo Feroz no es un villano sino uno de los mejores amigos de los protagonistas.